# 풀렌

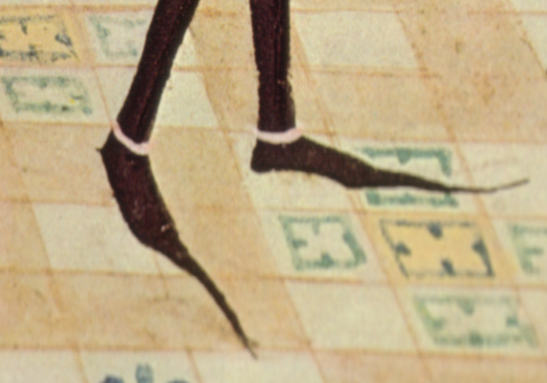
풀렌을 신고 걸어가는 모습

풀렌(poulaine)은 중세시대 중반 11세기 경에 남성들 사이에서 유행했던 앞부분이 길고 굽이 낮은 구두의 일종이다.